# ناهض الخياط
ناهض حسن فليح الخيّاط (1935) شاعر عراقي. ولد في الناصرية بمحافظة ذي قار. تخرّج في كليّة الآداب في جامعة بغداد، عام 1957. عمل مدرّسًا حتى تقاعده في 1983. هو عضو اتحاد الكتاب والأدباء ونقابة الفنانيين. منحته وزارة التربية العراقية عدداًً من الجوائز التقديرية. له مجموعات شعرية مخطوطة ومطبوعة.

## سيرته
ولد ناهض فليح حسن الخيّاط سنة 1935 في الناصرية من محافظة ذي قار العراقية. تخرّج من كلية الآداب بجامعة بغداد سنة 1957 ثم قام بالتدريس وأحيل إلى التقاعد في 1983.

عضو اتحاد الكتاب والأدباء ونقابة الفنانيين. احتفى به اتحاد الادباء والكتاب في محافظة بابل في امسية شعرية - ثقافية حضرها جمع من الأدباء والمثقفين، في 3 مايو 2019.
كتب قصيدة النثر والشعر العمودي، كما يكتب الشعر الوجداني. تأثر من والده ووالدته - كانا شاعرين معروفين في زمنهما- وقد تأثر بهما إلى حد بعيد. كما تأثر بالشعراء الرواد أمثال: معروف الرصافي وملا عبود الكرخي، وبالأديب والمفكر المصري طه حسين.

## مؤلفاته
له مجموعات شعرية لم تنشر. وله عدد من الأوبريتات والمسرحيات المدرسية 1973 - 1992.